# Michael Utting
Michael Utting (ur. 26 maja 1970 w Wellington) – nowozelandzki piłkarz, grający podczas kariery na pozycji bramkarza.

## Kariera klubowa
Michael Utting rozpoczął karierę w 1992 roku w klubie Miramar Rangers. Z Miramar zdobył Chatham Cup. W latach 1993–1994 był zawodnikiem Miramar Rangers, z którym dotarł do finału National Soccer League 1994, gdzie przegrał z Adelaide City. W latach 1994–1996 ponownie grał w Miramar, po czym wyjechał do RPA do klubu Wits University.
Później dwukrotnie był zaowdnikiem występującego w National Soccer League Football Kingz (z przerwą na ponowną grę w RPA w Supersport United). W późniejszych latach występował w Nowej Zelandii m.in. w Waitakere United, z którym zdobył Klubowe Mistrzostwo Oceanii w 2007 roku. Karierę zakończył w 2008 roku w YoungHeart Manawatu.

## Kariera reprezentacyjna
W reprezentacji Nowej Zelandii Utting zadebiutował 24 maja 1993 w wygranym 5-0 meczu z Fidżi. W 1999 roku wystąpił w Pucharze Konfederacji, na którym Nowa Zelandia odpadła w fazie grupowej. Na turnieju w Meksyku wystąpił w dwóch meczach z USA i Brazylią.
W 2003 roku wystąpił w Pucharze Konfederacji, na którym Nowa Zelandia odpadła w fazie grupowej. Na turnieju we Francji wystąpił we wszystkich trzech meczach z Japonią, Kolumbią i Francją, który był jego ostatnim meczem w reprezentacji. Ogółem w latach 1993–2003 w reprezentacji wystąpił w 14 meczach.